# F.E.A.R. 3
F.E.A.R. 3 (estilizada en el logotipo como F.3.A.R) es un videojuego de terror y de disparos en primera persona desarrollado por Day 1 Studios para PlayStation 3, Xbox 360 y PC como una continuación del juego F.E.A.R. 2: Project Origin y la tercera entrega de la serie F.E.A.R.. Se anunció el 8 de abril y se afirma que incluyen a John Carpenter, ayudando en la cinemática, así como el escritor Steve Niles. [2] Originalmente programada para su lanzamiento en 2010, fecha de lanzamiento del juego se trasladó en 2011. Se puso a la venta a nivel mundial el 21 de junio de 2011.

## Jugabilidad
F.E.A.R. 3 incluye nuevas características tales como co-op, un sistema de cobertura evolucionado, y más sustos, de acuerdo con Day 1 Studios y presidente fundador de Denny Thorley. [3] En el juego el jugador será capaz de controlar tanto a Point-Man y Paxton Fettel, el protagonista y antagonista, respectivamente, desde el primer juego, F.E.A.R. 
Los controles para Point-Man son los mismos, el uso de diferentes tipos de armas de fuego, ataques cuerpo a cuerpo y la habilidad de ralentizar el tiempo. Como Fettel -que ayuda a Point-Man- lo hará mediante el uso de la telequinesis, aturdimiento, la posesión y otras habilidades.

## Argumento
Nueve meses después de los acontecimientos de ambos juegos, el Hombre Clave (Point Man) fue capturado por el Personal de Seguridad de Armacham (Con las voces de Barry Pepper y Lund Mark) e interrogado en un asilo. Paxton Fettel interrumpe el interrogatorio y ayuda a liberar al Hombre Clave, a quién llama “Hermano”. Los dos forman una alianza incómoda y escapan del asilo a través de los barrios pobres.
Comandando un helicóptero, el Hombre Clave y Fettel regresan a Fairport para reagruparse con F.E.A.R., y con el cooperativo Jin Sun-Kwon. Durante su regreso, la población civil que sobrevivió, derivó en que algunos se volvieron locos por la actividad paranormal o bien, fueron ejecutados por personal de Armacham. Luchando a través del camino, los hermanos logran con éxito reunirse con Jin. Jin reproduce las imágenes grabadas en vídeo de Michael Becket, quien reveló su violación por parte de Alma y que está programado para ser transportado por Armacham.
Usando un transporte automatizado, el Hombre Clave y Fettel asaltan el aeropuerto local para interceptar a Becket, matando al resto del personal de Armacham. Con el fin de obtener más información de Becket, Fettel lo posee y le revela al Hombre Clave la vida pasada de Becket, mientras que este se da cuenta de la real identidad del Hombre Clave. Cuando Fettel libera a Becket tiene consecuencias fatales que causan una explosión sangrienta. Los hermanos se dirigen a un viejo centro de entrenamiento de Harlan Wade, que servía para estudiar y desarrollar los prototipos, donde ambos empiezan a destruir los elementos asociados a los recuerdos de su niñez pasada, con el fin de causar daños en el eco persistente de Harlan Wade conocido como The Creep. Poco después de la destrucción de la monstruosa aparición de Wade, uno de los dos finales, es posible, dependiendo de múltiples factores. Para un solo jugador, un final del bien y el mal se produce en función de si el jugador ha controlado al Hombre Clave o a Fettel. Por otra parte, si se juega en co-op (equipo), el jugador con la puntuación más alta, determina el final. El final mostrará a Point Man sobreponiéndose a Fettel y viceversa, con el final en función de si el Point Man o Fettel han sobrevivido a la lucha final.

## Modo contracciones
Warner Bros. Interactive Entertainment presenta un nuevo vídeo sobre lo modos en línea de F.E.A.R. 3.
Hoy se trata del modo “Contracciones”, donde los jugadores deberán colaborar para reunir suministros, defenderse de los horrores que desata cada contracción de Alma y luchar con hordas enemigos que se irán sucediendo, una y otra vez.
Alma se paseará por el campo de batalla y no tendrá reparos en castigar a cualquiera que se cruce en su camino. Cuando todos los miembros del equipo caen el juego termina, así que los jugadores estarán obligados a trabajar en equipo.

## Videojuegos F.E.A.R
- 2005- F.E.A.R. First Encounter Assault Recon (Juego original)
- 2006- F.E.A.R. Extraction Point (Expansión Oficial)
- 2007- F.E.A.R. Perseus Mandate (Expansión Oficial)
- 2009- F.E.A.R. 2: Project Origin (Continuación del juego original)
- 2009- F.E.A.R. 2: Reborn (Expansión Oficial)